# Станішевське
Станішевське (пол. Staniszewskie) — село в Польщі, у гміні Раніжув Кольбушовського повіту Підкарпатського воєводства.
Населення — 620 осіб (2011).
У 1975-1998 роках село належало до .

## Демографія
Демографічна структура станом на 31 березня 2011 року:
|          | Загалом | Допрацездатний вік | Працездатний вік | Постпрацездатний вік |
| -------- | ------- | ------------------ | ---------------- | -------------------- |
| Чоловіки | 306     | 61                 | 213              | 32                   |
| Жінки    | 314     | 66                 | 178              | 70                   |
| Разом    | 620     | 127                | 391              | 102                  |